# Lingua cheyenne
La lingua cheyenne (Tsėhesenėstsestotse o Tsisinstsistots) è una lingua algonchina parlata negli Stati Uniti d'America.

## Distribuzione geografica
La lingua cheyenne è una lingua dei Nativi americani degli Stati Uniti parlata dai Cheyenne, presenti in particolar modo nel Montana e nell'Oklahoma. Nel 2007 contava 2100 parlanti, di cui 1700 in Montana e 400 in Oklahoma.

## Classificazione
Appartiene alla famiglia delle lingue algonchine, subfilum delle lingue algiche.

## Sistema di scrittura
La scrittura usa l'alfabeto latino.